# Archophileurus passaloides
Archophileurus passaloides är en skalbaggsart som beskrevs av Heinrich Bernward Prell 1914. Archophileurus passaloides ingår i släktet Archophileurus och familjen Dynastidae. Inga underarter finns listade.